# دوهمسری (فیلم ۱۹۲۱)
«دو همسری» (انگلیسی: The Bigamist) یک فیلم رمانتیک است به کارگرانی گای نیوال که در سال ۱۹۲۱ منتشر شد.